# 8e étape du Tour de France Femmes 2025
Pour un article plus général, voir Tour de France Femmes 2025.
La 8e étape du Tour de France Femmes 2025 se déroule le samedi 2 août 2025 entre Chambéry et le col de la Madeleine au-dessus de Saint François Longchamp, sur une distance de 111,9 kilomètres.

## Parcours
L’étape reine du Tour de France Femmes 2025 se dispute sur un parcours court mais extrêmement exigeant de 111,9 kilomètres entre Chambéry et Saint-François-Longchamp, avec un impressionnant dénivelé positif de 3 490 mètres. Dès le départ, le peloton est confronté au col de Plainpalais (13,2 km à 6,3 %), une première ascension soutenue qui pourrait déjà créer une sélection. La côte de Saint-Georges-d'Hurtières (4,8 km à 5,9 %) rythme la partie centrale de l’étape avant le moment décisif : l’ascension finale du col de la Madeleine. Long de 18,7 kilomètres à 8,1 %, ce col mythique conduit les coureuses à près de 2 000 mètres d’altitude, pour une arrivée jugée au sommet. Ce final redoutable constitue un tournant dans la course au maillot jaune et devrait permettre aux meilleures grimpeuses de s’exprimer pleinement dans un affrontement au sommet.

## Résultats
Cette section présente les résultats et prix obtenus au cours de l'étape.

### Classement de l'étape
| Classement de la 8e étape | Classement de la 8e étape    | Classement de la 8e étape | Classement de la 8e étape | Classement de la 8e étape |
|                           | Coureur                      | Pays                      | Équipe                    | Temps                     |
| ------------------------- | ---------------------------- | ------------------------- | ------------------------- | ------------------------- |
| 1er                       | Pauline Ferrand-Prévot       | France                    | Visma-Lease a Bike        | en 3 h 47 min 24 s        |
| 2e                        | Sarah Gigante                | Australie                 | AG Insurance-Soudal       | + 1 min 45 s              |
| 3e                        | Niamh Fisher-Black           | Nouvelle-Zélande          | Lidl-Trek                 | + 2 min 15 s              |
| 4e                        | Demi Vollering               | Pays-Bas                  | FDJ-Suez                  | + 3 min 3 s               |
| 5e                        | Yara Kastelijn               | Pays-Bas                  | Fenix-Deceuninck          | + 3 min 3 s               |
| 6e                        | Cédrine Kerbaol              | France                    | EF Education-Oatly        | + 3 min 18 s              |
| 7e                        | Dominika Włodarczyk          | Pologne                   | UAE ADQ                   | + 3 min 22 s              |
| 8e                        | Katarzyna Niewiadoma-Phinney | Pologne                   | Canyon-SRAM zondacrypto   | + 3 min 26 s              |
| 9e                        | Pauliena Rooijakkers         | Pays-Bas                  | Fenix-Deceuninck          | + 3 min 38 s              |
| 10e                       | Marion Bunel                 | France                    | Visma-Lease a Bike        | + 4 min 31 s              |
| modifier                  |                              |                           |                           |                           |

### Bonifications en temps
|   | Coureuse               | Pays             | Équipe              | Secondes |
| - | ---------------------- | ---------------- | ------------------- | -------- |
| 1 | Pauline Ferrand-Prévot | France           | Visma-Lease a Bike  | 10 s     |
| 2 | Sarah Gigante          | Australie        | AG Insurance-Soudal | 6 s      |
| 3 | Niamh Fisher-Black     | Nouvelle-Zélande | Lidl-Trek           | 4 s      |

### Points attribués
| Sprint intermédiaire Châteauneuf (km 56,7) | Sprint intermédiaire Châteauneuf (km 56,7) | Sprint intermédiaire Châteauneuf (km 56,7) | Sprint intermédiaire Châteauneuf (km 56,7) | Sprint intermédiaire Châteauneuf (km 56,7) |
| ------------------------------------------ | ------------------------------------------ | ------------------------------------------ | ------------------------------------------ | ------------------------------------------ |
|                                            | Coureur                                    | Pays                                       | Équipe                                     | Point(s)                                   |
| 1er                                        | Franziska Koch                             | Allemagne                                  | Picnic PostNL                              | 25                                         |
| 2e                                         | Maëva Squiban                              | France                                     | UAE ADQ                                    | 20                                         |
| 3e                                         | Élise Chabbey                              | Suisse                                     | FDJ-Suez                                   | 17                                         |
| 4e                                         | Riejanne Markus                            | Pays-Bas                                   | Lidl-Trek                                  | 15                                         |
| 5e                                         | Ruth Edwards                               | États-Unis                                 | Human Powered Health                       | 13                                         |
| 6e                                         | Magdeleine Vallieres                       | Canada                                     | EF Education-Oatly                         | 11                                         |
| 7e                                         | Mareille Meijering                         | Pays-Bas                                   | Movistar                                   | 10                                         |
| 8e                                         | Justine Ghekiere                           | Belgique                                   | AG Insurance-Soudal                        | 9                                          |
| 9e                                         | Yara Kastelijn                             | Pays-Bas                                   | Fenix-Deceuninck                           | 8                                          |
| 10e                                        | Évita Muzic                                | France                                     | FDJ-Suez                                   | 7                                          |
| 11e                                        | Lotte Claes                                | Belgique                                   | Arkéa-B&B Hotels                           | 6                                          |
| 12e                                        | Niamh Fisher-Black                         | Nouvelle-Zélande                           | Lidl-Trek                                  | 5                                          |
| 13e                                        | Marion Bunel                               | France                                     | Visma-Lease a Bike                         | 4                                          |
| 14e                                        | Ane Santesteban                            | Espagne                                    | Laboral Kutxa-Fundación Euskadi            | 3                                          |
| 15e                                        | Lorena Wiebes                              | Pays-Bas                                   | SD Worx-Protime                            | 2                                          |
| modifier                                   |                                            |                                            |                                            |                                            |

| Arrivée d'étape Saint François Longchamp - Col de la Madeleine (km 111,9) | Arrivée d'étape Saint François Longchamp - Col de la Madeleine (km 111,9) | Arrivée d'étape Saint François Longchamp - Col de la Madeleine (km 111,9) | Arrivée d'étape Saint François Longchamp - Col de la Madeleine (km 111,9) | Arrivée d'étape Saint François Longchamp - Col de la Madeleine (km 111,9) |
| ------------------------------------------------------------------------- | ------------------------------------------------------------------------- | ------------------------------------------------------------------------- | ------------------------------------------------------------------------- | ------------------------------------------------------------------------- |
|                                                                           | Coureur                                                                   | Pays                                                                      | Équipe                                                                    | Point(s)                                                                  |
| 1er                                                                       | Pauline Ferrand-Prévot                                                    | France                                                                    | Visma-Lease a Bike                                                        | 20                                                                        |
| 2e                                                                        | Sarah Gigante                                                             | Australie                                                                 | AG Insurance-Soudal                                                       | 17                                                                        |
| 3e                                                                        | Niamh Fisher-Black                                                        | Nouvelle-Zélande                                                          | Lidl-Trek                                                                 | 15                                                                        |
| 4e                                                                        | Demi Vollering                                                            | Pays-Bas                                                                  | FDJ-Suez                                                                  | 13                                                                        |
| 5e                                                                        | Yara Kastelijn                                                            | Pays-Bas                                                                  | Fenix-Deceuninck                                                          | 11                                                                        |
| 6e                                                                        | Cédrine Kerbaol                                                           | France                                                                    | EF Education-Oatly                                                        | 10                                                                        |
| 7e                                                                        | Dominika Włodarczyk                                                       | Pologne                                                                   | UAE ADQ                                                                   | 9                                                                         |
| 8e                                                                        | Katarzyna Niewiadoma-Phinney                                              | Pologne                                                                   | Canyon-SRAM zondacrypto                                                   | 8                                                                         |
| 9e                                                                        | Pauliena Rooijakkers                                                      | Pays-Bas                                                                  | Fenix-Deceuninck                                                          | 7                                                                         |
| 10e                                                                       | Marion Bunel                                                              | France                                                                    | Visma-Lease a Bike                                                        | 6                                                                         |
| 11e                                                                       | Évita Muzic                                                               | France                                                                    | FDJ-Suez                                                                  | 5                                                                         |
| 12e                                                                       | Juliette Labous                                                           | France                                                                    | FDJ-Suez                                                                  | 4                                                                         |
| 13e                                                                       | Magdeleine Vallieres                                                      | Canada                                                                    | EF Education-Oatly                                                        | 3                                                                         |
| 14e                                                                       | Ella Wyllie                                                               | Nouvelle-Zélande                                                          | Liv AlUla Jayco                                                           | 2                                                                         |
| 15e                                                                       | Justine Ghekiere                                                          | Belgique                                                                  | AG Insurance-Soudal                                                       | 1                                                                         |
| modifier                                                                  |                                                                           |                                                                           |                                                                           |                                                                           |

### Cols et côtes
| Col de Plainpalais (km 13,3) 1re catégorie (13,2 km à 6,3 %) | Col de Plainpalais (km 13,3) 1re catégorie (13,2 km à 6,3 %) | Col de Plainpalais (km 13,3) 1re catégorie (13,2 km à 6,3 %) | Col de Plainpalais (km 13,3) 1re catégorie (13,2 km à 6,3 %) | Col de Plainpalais (km 13,3) 1re catégorie (13,2 km à 6,3 %) |
| ------------------------------------------------------------ | ------------------------------------------------------------ | ------------------------------------------------------------ | ------------------------------------------------------------ | ------------------------------------------------------------ |
|                                                              | Coureur                                                      | Pays                                                         | Équipe                                                       | Point(s)                                                     |
| 1er                                                          | Élise Chabbey                                                | Suisse                                                       | FDJ-Suez                                                     | 10                                                           |
| 2e                                                           | Maëva Squiban                                                | France                                                       | UAE ADQ                                                      | 8                                                            |
| 3e                                                           | Riejanne Markus                                              | Pays-Bas                                                     | Lidl-Trek                                                    | 6                                                            |
| 4e                                                           | Mareille Meijering                                           | Pays-Bas                                                     | Movistar                                                     | 4                                                            |
| 5e                                                           | Évita Muzic                                                  | France                                                       | FDJ-Suez                                                     | 2                                                            |
| 6e                                                           | Yara Kastelijn                                               | Pays-Bas                                                     | Fenix-Deceuninck                                             | 1                                                            |
| modifier                                                     |                                                              |                                                              |                                                              |                                                              |

| Côte de Saint-Georges-d'Hurtières (km 73,9) 2e catégorie (4,9 km à 5,9 %) | Côte de Saint-Georges-d'Hurtières (km 73,9) 2e catégorie (4,9 km à 5,9 %) | Côte de Saint-Georges-d'Hurtières (km 73,9) 2e catégorie (4,9 km à 5,9 %) | Côte de Saint-Georges-d'Hurtières (km 73,9) 2e catégorie (4,9 km à 5,9 %) | Côte de Saint-Georges-d'Hurtières (km 73,9) 2e catégorie (4,9 km à 5,9 %) |
| ------------------------------------------------------------------------- | ------------------------------------------------------------------------- | ------------------------------------------------------------------------- | ------------------------------------------------------------------------- | ------------------------------------------------------------------------- |
|                                                                           | Coureur                                                                   | Pays                                                                      | Équipe                                                                    | Point(s)                                                                  |
| 1er                                                                       | Élise Chabbey                                                             | Suisse                                                                    | FDJ-Suez                                                                  | 5                                                                         |
| 2e                                                                        | Maëva Squiban                                                             | France                                                                    | UAE ADQ                                                                   | 3                                                                         |
| 3e                                                                        | Franziska Koch                                                            | Allemagne                                                                 | Picnic PostNL                                                             | 2                                                                         |
| 4e                                                                        | Yara Kastelijn                                                            | Pays-Bas                                                                  | Fenix-Deceuninck                                                          | 1                                                                         |
| modifier                                                                  |                                                                           |                                                                           |                                                                           |                                                                           |

| \| Saint François Longchamp - Col de la Madeleine (km 111,9) Hors catégorie (18,6 km à 8,1 %) \| Saint François Longchamp - Col de la Madeleine (km 111,9) Hors catégorie (18,6 km à 8,1 %) \| Saint François Longchamp - Col de la Madeleine (km 111,9) Hors catégorie (18,6 km à 8,1 %) \| Saint François Longchamp - Col de la Madeleine (km 111,9) Hors catégorie (18,6 km à 8,1 %) \| Saint François Longchamp - Col de la Madeleine (km 111,9) Hors catégorie (18,6 km à 8,1 %) \| \| ------------------------------------------------------------------------------------------ \| ------------------------------------------------------------------------------------------ \| ------------------------------------------------------------------------------------------ \| ------------------------------------------------------------------------------------------ \| ------------------------------------------------------------------------------------------ \| \| \| Coureur \| Pays \| Équipe \| Point(s) \| \| 1er \| Pauline Ferrand-Prévot \| France \| Visma-Lease a Bike \| 15 \| \| 2e \| Sarah Gigante \| Australie \| AG Insurance-Soudal \| 12 \| \| 3e \| Niamh Fisher-Black \| Nouvelle-Zélande \| Lidl-Trek \| 10 \| \| 4e \| Demi Vollering \| Pays-Bas \| FDJ-Suez \| 8 \| \| 5e \| Yara Kastelijn \| Pays-Bas \| Fenix-Deceuninck \| 6 \| \| 6e \| Cédrine Kerbaol \| France \| EF Education-Oatly \| 4 \| \| 7e \| Dominika Włodarczyk \| Pologne \| UAE ADQ \| 2 \| \| 8e \| Katarzyna Niewiadoma-Phinney \| Pologne \| Canyon-SRAM zondacrypto \| 1 \| \| modifier \| \| \| \| \| |                              |                  |                         |          |
| Saint François Longchamp - Col de la Madeleine (km 111,9) Hors catégorie (18,6 km à 8,1 %) |                              |                  |                         |          |
| | Coureur                      | Pays             | Équipe                  | Point(s) |
| 1er | Pauline Ferrand-Prévot       | France           | Visma-Lease a Bike      | 15       |
| 2e | Sarah Gigante                | Australie        | AG Insurance-Soudal     | 12       |
| 3e | Niamh Fisher-Black           | Nouvelle-Zélande | Lidl-Trek               | 10       |
| 4e | Demi Vollering               | Pays-Bas         | FDJ-Suez                | 8        |
| 5e | Yara Kastelijn               | Pays-Bas         | Fenix-Deceuninck        | 6        |
| 6e | Cédrine Kerbaol              | France           | EF Education-Oatly      | 4        |
| 7e | Dominika Włodarczyk          | Pologne          | UAE ADQ                 | 2        |
| 8e | Katarzyna Niewiadoma-Phinney | Pologne          | Canyon-SRAM zondacrypto | 1        |
| modifier |                              |                  |                         |          |

### Prix de la combativité
- Niamh Fisher-Black (Lidl-Trek)

## Classements à l'issue de l'étape
Cette section présente le classement général et les différents classements annexes à l'issue de l'étape.

### Classement général
| Classement général | Classement général           | Classement général | Classement général      | Classement général  |
|                    | Coureur                      | Pays               | Équipe                  | Temps               |
| ------------------ | ---------------------------- | ------------------ | ----------------------- | ------------------- |
| 1er                | Pauline Ferrand-Prévot       | France             | Visma-Lease a Bike      | en 26 h 16 min 11 s |
| 2e                 | Sarah Gigante                | Australie          | AG Insurance-Soudal     | + 2 min 37 s        |
| 3e                 | Demi Vollering               | Pays-Bas           | FDJ-Suez                | + 3 min 18 s        |
| 4e                 | Katarzyna Niewiadoma-Phinney | Pologne            | Canyon-SRAM zondacrypto | + 3 min 40 s        |
| 5e                 | Cédrine Kerbaol              | France             | EF Education-Oatly      | + 4 min 11 s        |
| 6e                 | Pauliena Rooijakkers         | Pays-Bas           | Fenix-Deceuninck        | + 4 min 26 s        |
| 7e                 | Dominika Włodarczyk          | Pologne            | UAE ADQ                 | + 5 min 2 s         |
| 8e                 | Niamh Fisher-Black           | Nouvelle-Zélande   | Lidl-Trek               | + 5 min 52 s        |
| 9e                 | Évita Muzic                  | France             | FDJ-Suez                | + 5 min 58 s        |
| 10e                | Juliette Labous              | France             | FDJ-Suez                | + 7 min 14 s        |
| modifier           |                              |                    |                         |                     |

| Classement par points | Classement par points        | Classement par points | Classement par points   | Classement par points |
| --------------------- | ---------------------------- | --------------------- | ----------------------- | --------------------- |
|                       | Coureur                      | Pays                  | Équipe                  | Point(s)              |
| 1er                   | Lorena Wiebes                | Pays-Bas              | SD Worx-Protime         | 210 points            |
| 2e                    | Marianne Vos                 | Pays-Bas              | Visma-Lease a Bike      | 178 pts               |
| 3e                    | Kim Le Court Pienaar         | Maurice               | AG Insurance-Soudal     | 133 pts               |
| 4e                    | Demi Vollering               | Pays-Bas              | FDJ-Suez                | 121 pts               |
| 5e                    | Franziska Koch               | Allemagne             | Picnic PostNL           | 95 pts                |
| 6e                    | Anna van der Breggen         | Pays-Bas              | SD Worx-Protime         | 88 pts                |
| 7e                    | Katarzyna Niewiadoma-Phinney | Pologne               | Canyon-SRAM zondacrypto | 87 pts                |
| 8e                    | Pauline Ferrand-Prévot       | France                | Visma-Lease a Bike      | 84 pts                |
| 9e                    | Maëva Squiban                | France                | UAE ADQ                 | 72 pts                |
| 10e                   | Élise Chabbey                | Suisse                | FDJ-Suez                | 72 pts                |
| modifier              |                              |                       |                         |                       |

| Classement de la meilleure grimpeuse | Classement de la meilleure grimpeuse | Classement de la meilleure grimpeuse | Classement de la meilleure grimpeuse | Classement de la meilleure grimpeuse |
| ------------------------------------ | ------------------------------------ | ------------------------------------ | ------------------------------------ | ------------------------------------ |
|                                      | Coureur                              | Pays                                 | Équipe                               | Point(s)                             |
| 1er                                  | Élise Chabbey                        | Suisse                               | FDJ-Suez                             | 44 points                            |
| 2e                                   | Maëva Squiban                        | France                               | UAE ADQ                              | 28 pts                               |
| 3e                                   | Silke Smulders                       | Pays-Bas                             | Liv AlUla Jayco                      | 17 pts                               |
| 4e                                   | Pauline Ferrand-Prévot               | France                               | Visma-Lease a Bike                   | 15 pts                               |
| 5e                                   | Brodie Chapman                       | Australie                            | UAE ADQ                              | 14 pts                               |
| 6e                                   | Sarah Gigante                        | Australie                            | AG Insurance-Soudal                  | 14 pts                               |
| 7e                                   | Yara Kastelijn                       | Pays-Bas                             | Fenix-Deceuninck                     | 12 pts                               |
| 8e                                   | Niamh Fisher-Black                   | Nouvelle-Zélande                     | Lidl-Trek                            | 10 pts                               |
| 9e                                   | Demi Vollering                       | Pays-Bas                             | FDJ-Suez                             | 8 pts                                |
| 10e                                  | Mareille Meijering                   | Pays-Bas                             | Movistar                             | 8 pts                                |
| modifier                             |                                      |                                      |                                      |                                      |

| Classement général de la meilleure jeune | Classement général de la meilleure jeune | Classement général de la meilleure jeune | Classement général de la meilleure jeune | Classement général de la meilleure jeune |
|                                          | Coureur                                  | Pays                                     | Équipe                                   | Temps                                    |
| ---------------------------------------- | ---------------------------------------- | ---------------------------------------- | ---------------------------------------- | ---------------------------------------- |
| 1er                                      | Nienke Vinke                             | Pays-Bas                                 | Picnic PostNL                            | en 26 h 39 min 50 s                      |
| 2e                                       | Julie Bego                               | France                                   | Cofidis                                  | + 8 min 59 s                             |
| 3e                                       | Titia Ryo                                | France                                   | Arkéa-B&B Hotels                         | + 12 min 37 s                            |
| 4e                                       | Marion Bunel                             | France                                   | Visma-Lease a Bike                       | + 18 min 54 s                            |
| 5e                                       | Francesca Barale                         | Italie                                   | Picnic PostNL                            | + 39 min 46 s                            |
| 6e                                       | Clémence Latimier                        | France                                   | Arkéa-B&B Hotels                         | + 56 min 4 s                             |
| 7e                                       | Imogen Wolff                             | Royaume-Uni                              | Visma-Lease a Bike                       | + 1 h 17 min 42 s                        |
| 8e                                       | Millie Couzens                           | Royaume-Uni                              | Fenix-Deceuninck                         | + 1 h 20 min 37 s                        |
| 9e                                       | Kiara Lylyk                              | Canada                                   | Winspace Orange Seal                     | + 1 h 36 min 25 s                        |
| 10e                                      | Flora Perkins                            | Royaume-Uni                              | Fenix-Deceuninck                         | + 1 h 36 min 35 s                        |
| modifier                                 |                                          |                                          |                                          |                                          |

| Classement par équipes | Classement par équipes  | Classement par équipes | Classement par équipes |
|                        | Équipe                  | Pays                   | Temps                  |
| ---------------------- | ----------------------- | ---------------------- | ---------------------- |
| 1re                    | FDJ-Suez                | France                 | en 79 h 5 min 3 s      |
| 2e                     | AG Insurance-Soudal     | Belgique               | + 10 min 37 s          |
| 3e                     | Visma-Lease a Bike      | Pays-Bas               | + 21 min 48 s          |
| 4e                     | Fenix-Deceuninck        | Belgique               | + 35 min 27 s          |
| 5e                     | Lidl-Trek               | États-Unis             | + 41 min 27 s          |
| 6e                     | Canyon-SRAM zondacrypto | Allemagne              | + 42 min 31 s          |
| 7e                     | Liv AlUla Jayco         | Australie              | + 1 h 10 min 45 s      |
| 8e                     | EF Education-Oatly      | États-Unis             | + 1 h 12 min 1 s       |
| 9e                     | UAE ADQ                 | Émirats arabes unis    | + 1 h 14 min 58 s      |
| 10e                    | Human Powered Health    | États-Unis             | + 1 h 28 min 18 s      |
| modifier               |                         |                        |                        |

## Abandon(s)
Deux coureuses ont abandonné au cours de l'étape :
- Dilyxine Miermont (Ceratizit) : non partante ;
- Susanne Andersen (Uno-X Mobility) : hors délais.